# Deutsches Partbred-Shetlandpony
Das Deutsche Partbred-Shetlandpony stammt vom Shetlandpony ab und wird seit 1999 in einem eigenen Zuchtbuch geführt. 

Hintergrundinformationen zur Pferdebewertung und -zucht finden sich unter: Exterieur, Interieur und Pferdezucht.

## Exterieur
Äußerlich ähnelt die Rasse den Shetlandponys und wird in den Varianten „Mini“, „Original“ und „Sportlich“ gezüchtet. Im Gegensatz zum Shetlandpony sind beim Partbred-Shetlandpony jedoch auch Tiere mit Tigerscheckzeichnung zugelassen.

## Interieur
Das Deutsche Partbred-Shetlandpony ist ruhig und gutmütig in seinem Wesen und daher als Kinder- oder Therapiepferd sehr geeignet.

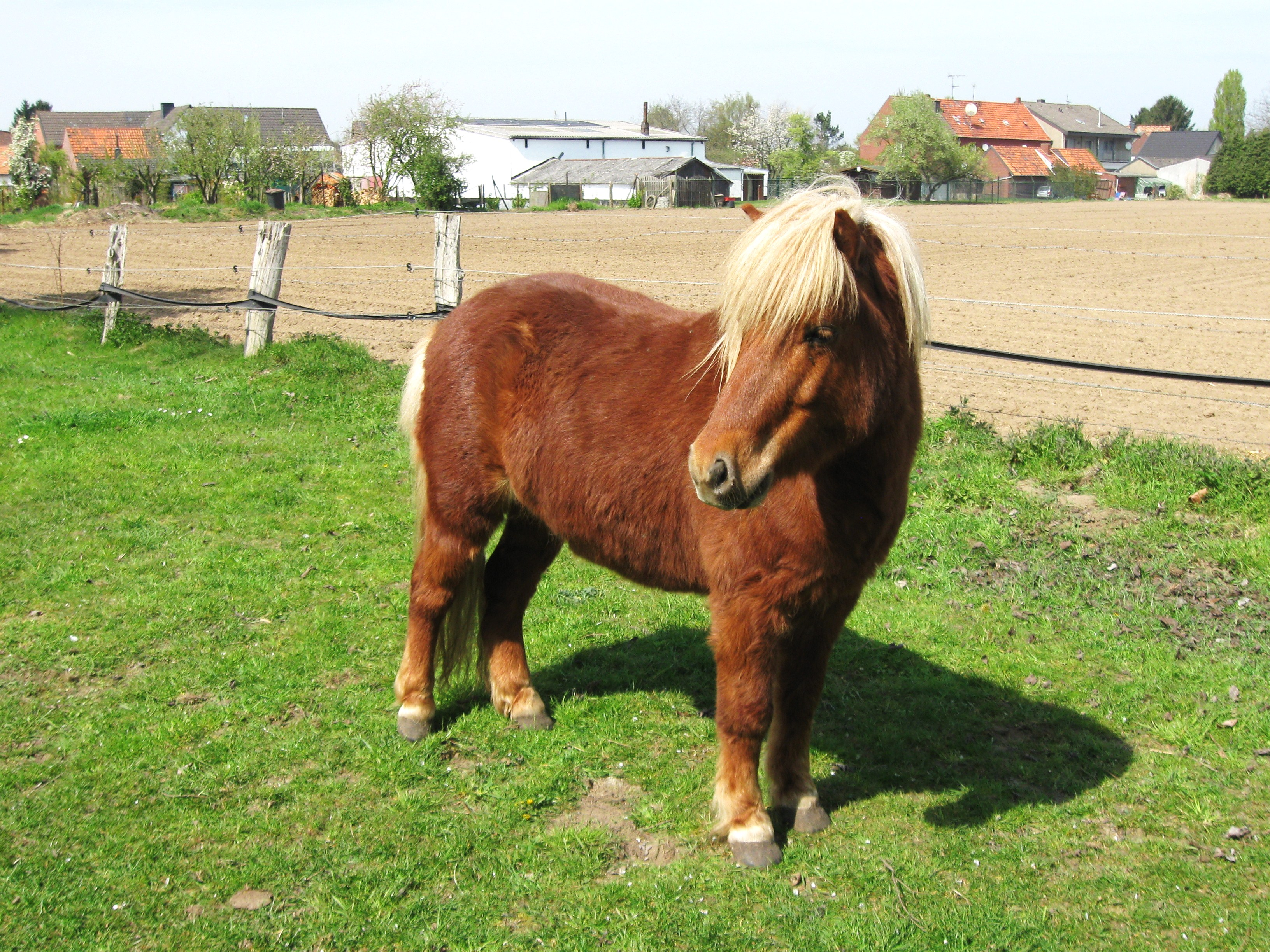
Deutsches Partbred-Shetlandpony

## Zuchtgeschichte
Da im englischen Mutterstutbuch weder Shetlandponys im sportlichen Typ noch Tiere mit Tigerscheckzeichnung (Leopard) zugelassen sind, wurde 1999 die Rasse Deutsches Partbred-Shetlandpony gegründet.
Zur Zucht zugelassen sind die folgenden Rassen: British Spotted Pony, Nederlands Appaloosa Pony, Nederlands Mini Paarden und Shetlandpony.